# Mistrzostwa Świata w Piłce Nożnej 2018 (eliminacje strefy UEFA)/Grupa 7
W Grupie G eliminacji do MŚ 2018 wzięły udział następujące zespoły:
- Hiszpania
- Włochy
- Albania
- Izrael
- Macedonia Północna
- Liechtenstein

## Tabela
| Zespół             | Pkt | M  | W | R | P  | Br+ | Br− | +/− |
| ------------------ | --- | -- | - | - | -- | --- | --- | --- |
| Hiszpania          | 28  | 10 | 9 | 1 | 0  | 36  | 3   | +33 |
| Włochy             | 23  | 10 | 7 | 2 | 1  | 21  | 8   | +13 |
| Albania            | 13  | 10 | 4 | 1 | 5  | 10  | 13  | -3  |
| Izrael             | 12  | 10 | 4 | 0 | 6  | 10  | 15  | -5  |
| Macedonia Północna | 11  | 10 | 3 | 2 | 5  | 15  | 15  | 0   |
| Liechtenstein      | 0   | 10 | 0 | 0 | 10 | 1   | 39  | -38 |

|                    | Albania | Hiszpania | Włochy | Izrael | Macedonia Północna | Liechtenstein |
| ------------------ | ------- | --------- | ------ | ------ | ------------------ | ------------- |
| Albania            | X       | 0:2       | 0:1    | 0:3    | 2:1                | 2:0           |
| Hiszpania          | 3:0     | X         | 3:0    | 4:1    | 4:0                | 8:0           |
| Włochy             | 2:0     | 1:1       | X      | 1:0    | 1:1                | 5:0           |
| Izrael             | 0:3     | 0:1       | 1:3    | X      | 0:1                | 2:1           |
| Macedonia Północna | 1:1     | 1:2       | 2:3    | 1:2    | X                  | 4:0           |
| Liechtenstein      | 0:2     | 0:8       | 0:4    | 0:1    | 0:3                | X             |

## Wyniki[1]
| 5 września 2016 20:45 CEST | Albania · Sadiku 9' · Balaj 89' | 2:1(1:0)Raport | Macedonia Północna · 51' Alioski | Stadion Loro-Boriçi, Szkodra Widzów: 14 667 Sędzia: Hüseyin Göçek |
|                            |                                 |                |                                  |                                                                   |

| 5 września 2016 20:45 CEST | Izrael · Ben Chajjim II 35' | 1:3(1:2)Raport | Włochy · 14' Pellè · 31' (k) Candreva · 83' Immobile | Stadion Hajfa, Hajfa Widzów: 29 300 Sędzia: Siergiej Karasiow |
|                            |                             |                |                                                      |                                                               |

| 5 września 2016 20:45 CEST | Hiszpania · Costa 10', 66' · Roberto 55' · Silva 59', 90+1' · Vitolo 60' · Morata 82', 83' | 8:0(1:0)Raport | Liechtenstein | Estadio Reino de León, León Widzów: 12 139 Sędzia: Simon Lee Evans |
|                            |                                                                                            |                |               |                                                                    |

| 6 października 2016 20:45 CEST | Włochy · De Rossi 82' (k) | 1:1(0:0)Raport | Hiszpania · 55' Vitolo | Juventus Stadium, Turyn Widzów: 38 470 Sędzia: Felix Brych |
|                                |                           |                |                        |                                                            |

| 6 października 2016 20:45 CEST | Liechtenstein | 0:2(0:1)Raport | Albania · 12' (sam.) Jehle · 71' Balaj | Rheinpark Stadion, Vaduz Widzów: 5864 Sędzia: Tamás Bognar |
|                                |               |                |                                        |                                                            |

| 6 października 2016 20:45 CEST | Macedonia Północna · Nestorowski 63' | 1:2(0:2)Raport | Izrael · 25' Chemed · 43' Ben Chajjim II | Arena Narodowa im. Filipa II Macedońskiego, Skopje Widzów: 6500 Sędzia: Andre Marriner |
|                                |                                      |                |                                          |                                                                                        |

| 9 października 2016 18:00 CEST | Izrael · Chemed 4', 16' | 2:1(2:0)Raport | Liechtenstein · 49' Göpel | Stadion Teddy, Jerozolima Widzów: 9000 Sędzia: Clayton Pisani |
|                                |                         |                |                           |                                                               |

| 9 października 2016 20:45 CEST | Albania | 0:2(0:0)Raport | Hiszpania · 55' Costa · 63' Nolito | Stadion Loro-Boriçi, Szkodra Widzów: 15 245 Sędzia: Bas Nijhuis |
|                                |         |                |                                    |                                                                 |

| 9 października 2016 20:45 CEST | Macedonia Północna · Nestorowski 57' · Hasani 59' | 2:3(0:1)Raport | Włochy · 24' Belotti · 75', 90+2' Immobile | Arena Narodowa im. Filipa II Macedońskiego, Skopje Widzów: 19 195 Sędzia: Danny Makkelie |
|                                |                                                   |                |                                            |                                                                                          |

| 12 listopada 2016 20:45 CET | Albania | 0:3(0:1)Raport | Izrael · 18' (k) Zahawi · 66' Einbinder · 84' Atar | Elbasan Arena, Elbasan Widzów: 7600 Sędzia: Deniz Aytekin |
|                             |         |                |                                                    |                                                           |

| 12 listopada 2016 20:45 CET | Liechtenstein | 0:4(0:4)Raport | Włochy · 11', 44' Belotti · 12' Immobile · 32' Candreva | Rheinpark Stadion, Vaduz Widzów: 5864 Sędzia: Ivan Bebek |
|                             |               |                |                                                         |                                                          |

| 12 listopada 2016 20:45 CET | Hiszpania · Wełkoski 34' (sam.) · Vitolo 63' · Monreal 84' · Aduriz 85' | 4:0(1:0)Raport | Macedonia Północna | Estadio Nuevo Los Cármenes, Grenada Widzów: 16 622 Sędzia: Robert Schörgenhofer |
|                             |                                                                         |                |                    |                                                                                 |

| 24 marca 2017 20:45 CET | Włochy · De Rossi 12' (k) · Immobile 71' | 2:0(1:0)Raport | Albania | Stadio Renzo Barbera, Palermo Widzów: 33 136 Sędzia: Slavko Vinčić |
|                         |                                          |                |         |                                                                    |

| 24 marca 2017 20:45 CET | Liechtenstein | 0:3(0:1)Raport | Macedonia Północna · 43' Nikołow · 68', 73' Nestorowski | Rheinpark Stadion, Vaduz Widzów: 4517 Sędzia: Jonathan Lardot |
|                         |               |                |                                                         |                                                               |

| 24 marca 2017 20:45 CET | Hiszpania · Silva 13' · Vitolo 45+1' · Costa 51' · Isco 88' | 4:1(2:0)Raport | Izrael · 76' Refa’elow | El Molinón, Gijón Widzów: 20 321 Sędzia: Michael Oliver |
|                         |                                                             |                |                        |                                                         |

| 11 czerwca 2017 20:45 CEST | Izrael | 0:3(0:2)Raport | Albania · 22', 44' Sadiku · 71' Memushaj | Stadion Hajfa, Hajfa Widzów: 15 150 Sędzia: Alaksiej Kulbakou |
|                            |        |                |                                          |                                                               |

| 11 czerwca 2017 20:45 CEST | Włochy · Insigne 35' · Belotti 52' · Éder 75' · Bernardeschi 83' · Gabbiadini 90+1' | 5:0(1:0)Raport | Liechtenstein | Stadio Friuli, Udine Widzów: 20 514 Sędzia: Kevin Clancy |
|                            |                                                                                     |                |               |                                                          |

| 11 czerwca 2017 20:45 CEST | Macedonia Północna · Ristowski 66' | 1:2(0:2)Raport | Hiszpania · 15' Silva · 27' Costa | Arena Narodowa im. Filipa II Macedońskiego, Skopje Widzów: 20 675 Sędzia: Paweł Gil |
|                            |                                    |                |                                   |                                                                                     |

| 2 września 2017 18:00 CEST | Albania · Roshi 54' · Agolli 78' | 2:0(0:0)Raport | Liechtenstein | Elbasan Arena, Elbasan Widzów: 5500 Sędzia: Siergiej Łapoczkin |
|                            |                                  |                |               |                                                                |

| 2 września 2017 20:45 CEST | Izrael | 0:1(0:0)Raport | Macedonia Północna · 73' Pandew | Stadion Hajfa, Hajfa Widzów: 11 350 Sędzia: Aleksiej Jeśkow |
|                            |        |                |                                 |                                                             |

| 2 września 2017 20:45 CEST | Hiszpania · Isco 13', 40' · Morata 77' | 3:0(2:0)Raport | Włochy | Estadio Santiago Bernabéu, Madryt Widzów: 73 628 Sędzia: Björn Kuipers |
|                            |                                        |                |        |                                                                        |

| 5 września 2017 20:45 CEST | Włochy · Immobile 53' | 1:0(0:0)Raport | Izrael | Mapei Stadium, Reggio Emilia Widzów: 15 507 Sędzia: Benoît Bastien |
|                            |                       |                |        |                                                                    |

| 5 września 2017 20:45 CEST | Liechtenstein | 0:8(0:4)Raport | Hiszpania · 3' Ramos · 15', 54' Morata · 16' Isco · 39' Silva · 51', 63' Aspas · 89' (sam.) Göppel | Rheinpark Stadion, Vaduz Widzów: 5864 Sędzia: Iwajło Stojanow |
|                            |               |                | |                                                               |

| 5 września 2017 20:45 CEST | Macedonia Północna · Trajkowski 78' (k) | 1:1(0:0)Raport | Albania · 53' Roshi | Stadion Mładost, Strumica Widzów: 3493 Sędzia: Jonas Eriksson |
|                            |                                         |                |                     |                                                               |

| 6 października 2017 20:45 CEST | Włochy · Chellini 40' | 1:1(1:0)Raport | Macedonia Północna · 77' Trajkowski | Stadio Olimpico, Turyn Widzów: 22 603 Sędzia: Tiago Martins |
|                                |                       |                |                                     |                                                             |

| 6 października 2017 20:45 CEST | Liechtenstein | 0:1(0:1)Raport | Izrael · 21' Tibi | Rheinpark Stadion, Vaduz Widzów: 3498 Sędzia: Arnold Hunter |
|                                |               |                |                   |                                                             |

| 6 października 2017 20:45 CEST | Hiszpania · Rodrigo 16' · Isco 24' · Alcântara 27' | 3:0(3:0)Raport | Albania | Estadio José Rico Pérez, Alicante Widzów: 25 397 Sędzia: Aleksiej Jeśkow |
|                                |                                                    |                |         |                                                                          |

| 9 października 2017 20:45 CEST | Albania | 0:1(0:0)Raport | Włochy · 73' Candreva | Stadion Loro-Boriçi, Szkodra Widzów: 14 718 Sędzia: Svein Oddvar Hoen |
|                                |         |                |                       |                                                                       |

| 9 października 2017 20:45 CEST | Izrael | 0:1(0:0)Raport | Hiszpania · 76' Illarramendi | Stadion Teddy, Jerozolima Widzów: 28 700 Sędzia: Craig Thomson |
|                                |        |                |                              |                                                                |

| 9 października 2017 20:45 CEST | Macedonia Północna · Musliu 36' · Trajkowski 38' · Bardhi 66' · Ademi 68' | 4:0(2:0)Raport | Liechtenstein | Stadion Mładost, Strumica Widzów: 4518 Sędzia: Laurent Kopriwa |
|                                |                                                                           |                |               |                                                                |

## Strzelcy
93 bramki w 30 meczach (3,1 bramek na mecz).

### 6 goli
- Ciro Immobile

### 5 gole
- Diego Costa
- Isco
- Álvaro Morata
- David Silva

### 4 gole
- Vitolo
- Ilija Nestorowski
- Andrea Belotti

### 3 gole
- Armando Sadiku
- Tomer Chemed
- Aleksandar Trajkowski
- Antonio Candreva

### 2 gole
- Bekim Balaj
- Odise Roshi
- Iago Aspas
- Tal Ben Chajjim II
- Daniele De Rossi

### 1 gol
- Ansi Agolli
- Ledian Memushaj
- Aritz Aduriz
- Thiago Alcântara
- Asier Illarramendi
- Nacho Monreal
- Rodrigo Moreno
- Nolito
- Sergio Ramos
- Sergi Roberto
- Eliran Atar
- Dan Einbinder
- Li’or Refa’elow
- Eytan Tibi
- Eran Zahawi
- Maximilian Göpel
- Arijan Ademi
- Ezgjan Alioski
- Enis Bardhi
- Ferhan Hasani
- Visar Musliu
- Boban Nikołow
- Goran Pandew
- Stefan Ristowski
- Federico Bernardeschi
- Giorgio Chiellini
- Éder
- Manolo Gabbiadini
- Lorenzo Insigne
- Graziano Pellè

### Bramki samobójcze
- Maximilian Göppel (dla  Hiszpanii)
- Peter Jehle (dla  Albanii)
- Darke Wełkoski (dla  Hiszpanii)